# コマガタツヤタニシ属
コマガタツヤタニシ属（コマガタツヤタニシぞく、独楽型艶田螺属、学名：Trochotaia）はタニシ科に分類される淡水産の巻貝の1属。長年にわたってタイプ種のコマガタツヤタニシ Trochotaia trochoides 1種のみが分類されてきた1属1種の単型の属であったが、2011年に中国西部の雲南省から T. pyramidella が2番目の種として記載され、2011年現在は2種が分類されている。

## 属の特徴
この属の原記載によれば、タイプ種は Paludina trochoides Martens, 1860 = Trochotaia trochoides （Martens, 1860）で、以下の点で他属から区別できるとして新属が創設された。すなわち、成貝は低い円錐形の螺塔と角張った周縁のある算盤珠型の殻もつこと、これに対し胎児殻の螺塔は聳え立つような高円錐形で、海産のホウシュエビス科のシロガネリュウグウエビス属（Basillisa ）のような形になること、周縁の竜骨上に陵がないこと（"the peripheral keel has no ridge" ）、周縁の竜骨以外には螺肋がなく、色帯をもたないこと、などの形質の組み合わせが本属を特徴付けるものとされる。特に成貝はタニシ科内でも最も殻高が低い部類であるのに対し、胎児殻の螺塔は側面が凹弧して聳え立つような細長い形であることは顕著な特徴とされている。
蓋は殻口に合った歪んだ四角形で、かなりの厚みがあるのが特徴。内面の筋肉付着痕はパッチ状で全体に無光沢、中央域に光沢部がない。

## 種類
2011年現在は下記の2種が本属に分類されている。ただし T. pyramidella は他属の類似種との比較は十分になされていない。
コマガタツヤタニシ Trochotaia trochoides (Martens, 1860)
分布
タイ、ラオス、カンボジア、ベトナム。しかしミャンマーの分布記録は疑わしい。
特徴
殻質は堅固。成貝の螺塔は低い円錐形、体層（最終層のこと）の周縁が強く角張って算盤珠型。殻口を正面に向けて見た場合、周縁角は垂直位置では中央付近かそれより下に位置する。表面には顕微鏡的な螺状脈があるが、肉眼的にはほぼ平滑で、周縁角以外には顕著な彫刻はない。殻本体の地色は淡色で、螺層上面は幅広く褐色に彩色され、属の記載文に反して不明瞭な色帯が出ることもある。初層部は黒紫褐色になることが多い。オリーブ色から褐色の殻皮に被われ、殻頂付近ではハゲていることが多い。臍孔は狭い隙間状に開くものや閉じるものなど、個体変異がある。
胎児殻は細長く螺層は4-5層、そのうち2層-3層目には8本の螺条があり、4-5層目には13本の螺条がある。
蓋は殻口にぴったり合う形で、角の丸い歪んだ四辺形、核（蓋の成長の始点）はやや内唇寄りにあり、蓋の成長線は他のタニシ科と同様に同心状。かなり厚みのある角質で、蓋の内面の筋肉付着痕は中心部全体にパッチ状に広がっている。これは同意地域に分布する Filopaludina martensi の厚みのある蓋と特徴がよく似ている。
軟体は黒色地に帯黄色の小斑、もしくは線斑を多数散らしたような模様。歯舌は、中歯は13歯尖、外縁歯は14-16歯尖をもつ。メスの成貝は数個の胎児を擁している。
原記載
Paludina trochoides Martens, 1860 Proc. zool. Soc. London 28: 12-13.
タイプ産地
Siam (シャム)
タイプ標本
殻高 20mm、殻径 22mm、殻口高 14mm.
シノニム
Paludina trochoides Martens, 1860、Paludina umbilicata (non Lea, 1856):Reeve, 1863 :Martens, 1865、Viviparia trochoides:Kobelt, 1908、Eyriesia (?) trochoides:Zilch, 1955、Sinotaia umbilicata:Habe, 1964 など。

Trochotaia pyramidella Du, Yang & Chen, 2011（中国名：塔形拟小螺）
分布
中国・雲南省大理市の洱海に注ぐ川に生息。
特徴
最大で殻高65mm、殻径52mmほどになる比較的大型の種。周縁に竜骨がある算盤珠型で、全体に褐色。殻は光が透ける程度に薄質。体層（最終螺層のこと）は大きく、殻口側から見ると、周縁の竜骨は垂直位置で中央よりやや高い位置にある。殻口は幾分菱形。臍孔は個体によって狭く開いたものや閉じたものがある。
歯舌は全体長が6.3-7.5mm、7個の歯を横1列として、120-136の歯列がある。中歯は中央の丸味のある大歯尖の両側に三角に尖る小さい4歯尖、側歯も中央の大歯尖の両側に小さいそれぞれ4歯尖、内縁歯は中央歯尖の両側にそれぞれ2歯尖、外縁歯にはほぼ同大の9歯尖がある。
蓋は殻口と同形の歪んだ滴型で薄い。内面の特徴は記載されていない。
オスの右触角は交尾器として使用されるが、その詳しい形状は原記載には記されていない。
胎児殻は殻高6.0-9.1mmで比較的大型、螺層が約4層の算盤珠型で、体層の上面から周縁にかけて短毛が螺状に並んだ3条の毛列がある。
原記載
Trochotaia pyramidella Du, Yang & Chen, 2011 （p.86-89）
タイプ産地
Yousuo Village, Er-Yuan County, Dali City, Yunnan Province, CHINA (北緯26.1118 東経99.945)
ホロタイプ
KIZ20060071　（液浸標本1個体） （KIZ- は中国科学院昆明動物研究所の登録番号）
パラタイプ
KIZ20100035 - KIZ20100054 （液浸標本：20個体）
付記
本種は、成貝が算盤珠型を呈するとう点ではタイプ種のコマタガツヤタニシに似ているが、それ以外では必ずしもタイプ種の特徴、すなわち属の特徴に一致しない点も複数見られる。例えば、コマガタツヤタニシの殻質は厚く堅固であるが、T. pyramidella の殻は薄質であると記載されており、コマガタツヤタニシ属の最大の特徴の一つである胎児殻の形態も、コマガタツヤタニシでは多数の螺条を備えた細く高い螺塔をもつとされるのに対し、T. pyramidella の胎児殻はそれほどに高い螺塔や多数の螺条がない写真が示されている。また、コマガタツヤタニシの蓋が非常に厚いのに対し T. pyramidella の蓋は薄いと記載されており、その点でもやや異なっている。さらに、コマガタツヤタニシ属のでは周縁竜骨以外には螺肋を欠くことも属の識別点とされるが、本種では螺層の上面に2本の不明瞭な螺肋のようなものが観察されるなど、不一致点も多い。
その一方では本種のような低円錐形の螺塔と周縁角をもつタニシは、コマガタツヤタニシ以外にも台湾のタイワンカクタニシ Cipangopaludina miyagii Kuroda, 1941 や、タイやカンボジアに分布する Eyriesia eyriesi (Morelet, 1865) など複数あるが、これらの種との比較は十分に行われていないため、本種をコマガタツヤタニシ属に分類することの適否についての判断材料は十分に提出されていない。

## 類縁の属
本属を創設した Brandt (1974) は、比較対象として同じような算盤珠型をした Eyriesia 属を挙げ、Eyriesia 属は殻が薄く胎児殻が低いのに対し、コマガタツヤタニシ属では殻や蓋が厚いこと、胎児殻が細く高いことで区別できるとした。

## 人との関係
タイではタイプ種のコマガタツヤタニシが他の淡水貝類とともに食用として利用され、市場で販売もされる。